# Angel Dzhambazki

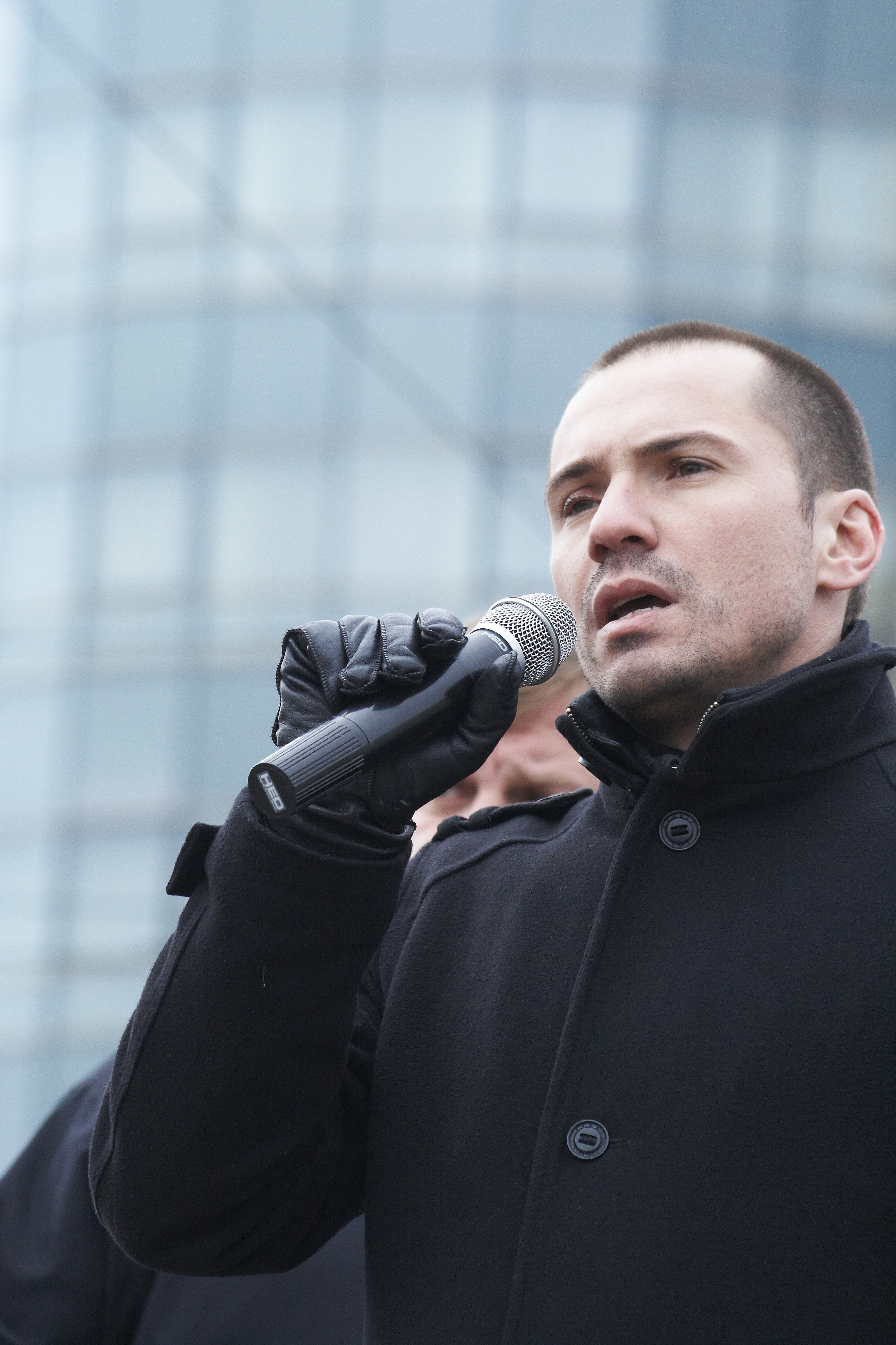
Dzhambazki.

Angel Chavdarov Dzhambazki (sobrenome às vezes também transliterado como Djambazki) (búlgaro: Ангел Чавдаров Джамбазки) (nascido em 21 de março de 1979, em Sofia) é um político búlgaro e actualmente membro do Parlamento Europeu. Ele também é o vice-presidente da IMRO, tendo ingressado no partido nacionalista em 1997 e gradualmente progredido nas suas fileiras.
Dzhambazki é formado pela Universidade de Sófia, onde se especializou em estudos jurídicos.